# Канино (Витербо)
Канино (итал. Canino) је насеље у Италији у округу Витербо, региону Лацио.
Према процени из 2011. у насељу је живело 4891 становника. Насеље се налази на надморској висини од 235 м.

## Становништво
Према резултатима пописа становништва 2011. у општини је живело 5.270 становника.
| 2011. |
| ----- |
| 5.270 |